# La semana más larga (programa de televisión)
La Semana Más Larga era un programa de televisión para Canal Sur Televisión, televisión pública de Andalucía (España), presentado por el humorista Manuel Sánchez Vázquez. Su estilo es de show late night, basado en humor satírico sobre las noticias de actualidad, incluyendo entrevistas a personajes famosos y actuaciones de cantantes y actores. El programa se emitía los martes, jueves, y viernes por la noche, su última temporada fue la que acabó en verano de 2013, no siendo renovada para la parrilla televisiva de Canal Sur en septiembre de 2013, para la temporada 2013/2014.

## Historia
El programa comenzó a emitirse el 27 de enero de 2009 en Canal Sur 2, sustituyendo al antiguo programa Colga2 con Manu. También se emíte vía satélite a todo el mundo a través de Andalucía Televisión. El programa está producido por 16 Escalones y presentado y dirigido por Manu Sánchez. Entre sus colaboradores se encuentran Miguel Ángel Rodríguez «El Sevilla», Valérie Tasso, Jose Mari (El niño), Boris Izaguirre, Javier Sierra y María Jiménez.
Tras varias temporadas con relativo éxito en antena, Canal Sur elimina el programa de su parrilla, rescindiendo la producción a la productora 16 escalones, en septiembre de 2013.

## Secciones
- Los JI, PACO "premio" que Manu otorga a la frase más ridícula que hayan dicho en la semana.
- Las noticias Presentado por Manu y Anabel Armario, en el que se encargan de dar las noticias que han ocurrido a lo largo de la semana.[3]
- La Oda El Sevilla realiza cada semana una oda sobre un tema propuesto por el público.
- Valérie Tasso Ella hace la sección de sexualidad junto a Manu, al cual se va explicando datos y curiosidades del mundo del sexo y respondiendo a preguntas de la audiencia.
- Humberto te enseña, Humberto entretiene El actor José María Acosta imita a Humberto Janeiro, el padre de Jesulín de Ubrique, enseñando diferentes conceptos y definiciones de palabras a su estilo.
- El monólogo Realizado por Manu.
- La pizarra Es un método que inventó el equipo de Manu, y que utiliza para explicar distintos temas (como historia, política, ciencias...) con su humor, él es el encargado de hacerlo escribiendo en una pizarra.[5] La pizarra es la sección insignia del programa por su originalidad y popularidad.[6]
- Entrevista con... Cada semana Manu hace una entrevista a un invitado al programa, por esta sección han pasado personajes como Joselito, Juan y Medio, Pepe el brujo o Carlos Latre.
- Flashback Sección Protagonizada por Boris Izaguirre en el que le enseña a los espectadores técnicas de glamour y relajación a su estilo

## El Verano Más Largo
Durante las vacaciones de verano, entre junio y septiembre, la emisión en directo del programa solía sustituirse por resúmenes de los mejores momentos de cada temporada.